# 謝爾瓦奇河

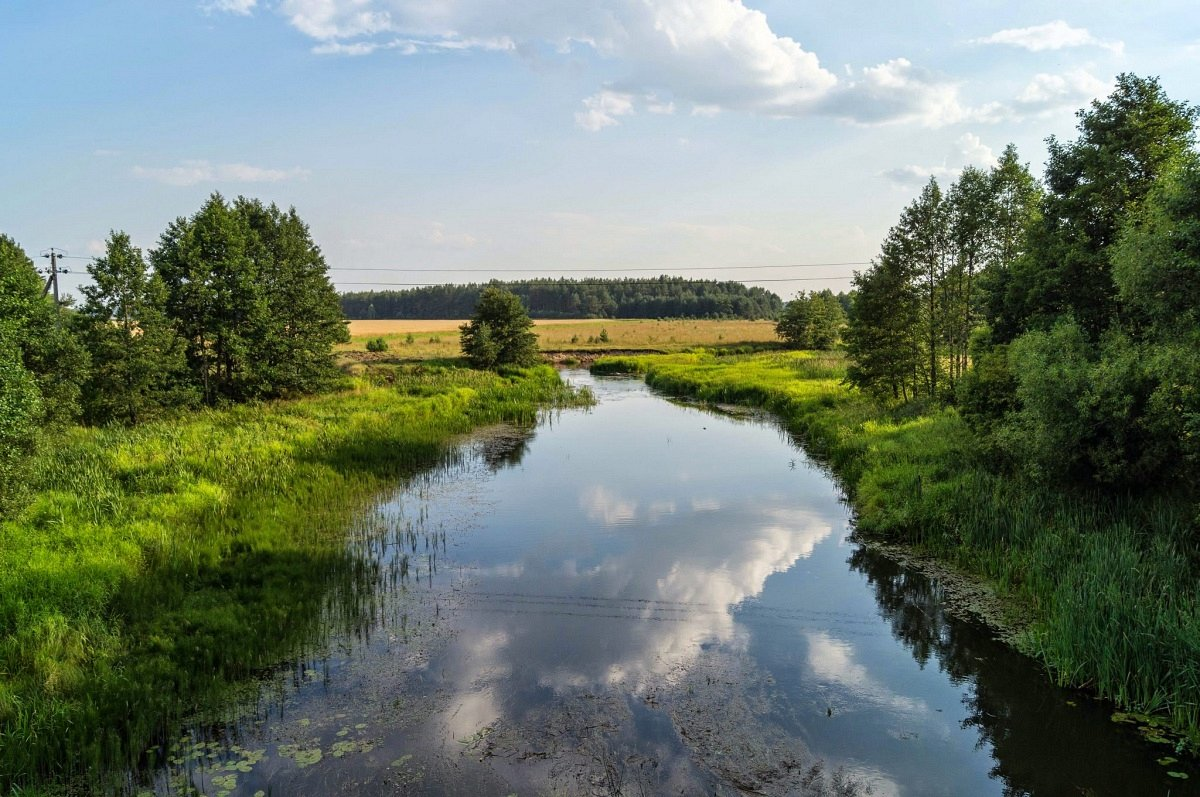
謝爾瓦奇河

謝爾瓦奇河（白俄羅斯語：Сэрвач）是白俄羅斯的河流，屬於内里斯河的右支流，由明斯克州負責管轄，河道全長85公里，流域面積1,105平方公里，每年十二月至翌年三月結冰。